# صطح (الرضمة)

تعديل مصدري - تعديل

(صطح) محلة تابعة لقرية موسد، التابعة لعزلة يحير بمديرية الرضمة إحدى مديريات محافظة إب في الجمهورية اليمنية.، بلغ تعداد سكانها 219 حسب تعداد اليمن لعام 2004.